# Kleine Keilfleckschwebfliege
Die Kleine Keilfleckschwebfliege oder Kleine Bienenschwebfliege (Eristalis arbustorum) ist eine Fliege aus der Familie der Schwebfliegen (Syrphidae). Sie zählt zu den häufigsten Arten der Familie in Mitteleuropa.

## Merkmale
Die Fliegen erreichen eine Körperlänge von 8 bis 11 Millimetern und sind damit kleiner als die übrigen Arten der Gattung Eristalis. Das Gesicht ist hellgrau behaart und bestäubt und besitzt keine schwarze Mittellinie. Die Fühler sind schwarzbraun und haben eine gefiederte Borste. Das Mesonotum ist mattschwarz, das Schildchen (Scutellum) ist braun. Der Hinterleib ist schwarz, die Hinterränder der einzelnen Segmente sind hell gefärbt. Das zweite und dritte Hinterleibssegment ist seitlich gelborange gefärbt, wodurch mittig eine schwarze „Sanduhrzeichnung“ entsteht, die allerdings nicht so deutlich ausgeprägt ist, wie bei anderen Arten der Gattung Eristalis. Das Weibchen besitzt diese gelborange Färbung nur am zweiten Segment. Die Facettenaugen sind behaart und stoßen bei den Männchen in der Mitte des Kopfes zusammen. Die Flügel sind durchsichtig. Die Beine sind mattschwarz gefärbt, wobei die Spitze der Schenkel und das basale Ende der Schienen breit rostrot gefärbt ist. Man kann die Art von Eristalis abusiva durch die lang gefiederte Fühlerborste unterscheiden. Die Schienen (Tibien) sind gelb, beim mittleren Beinpaare ist das letzte Viertel allerdings schwarz gefärbt.

## Vorkommen und Lebensweise
Die Art kommt von Nordafrika über Europa bis nach Asien und auch in Nordamerika in sämtlichen Lebensräumen, insbesondere auf offenen Flächen vor. Die Imagines findet man von März bis Oktober an Blüten, insbesondere an denen von Korb- und Doldenblütlern. Die Larven entwickeln sich in stehenden Gewässern, aber auch in Jauche.

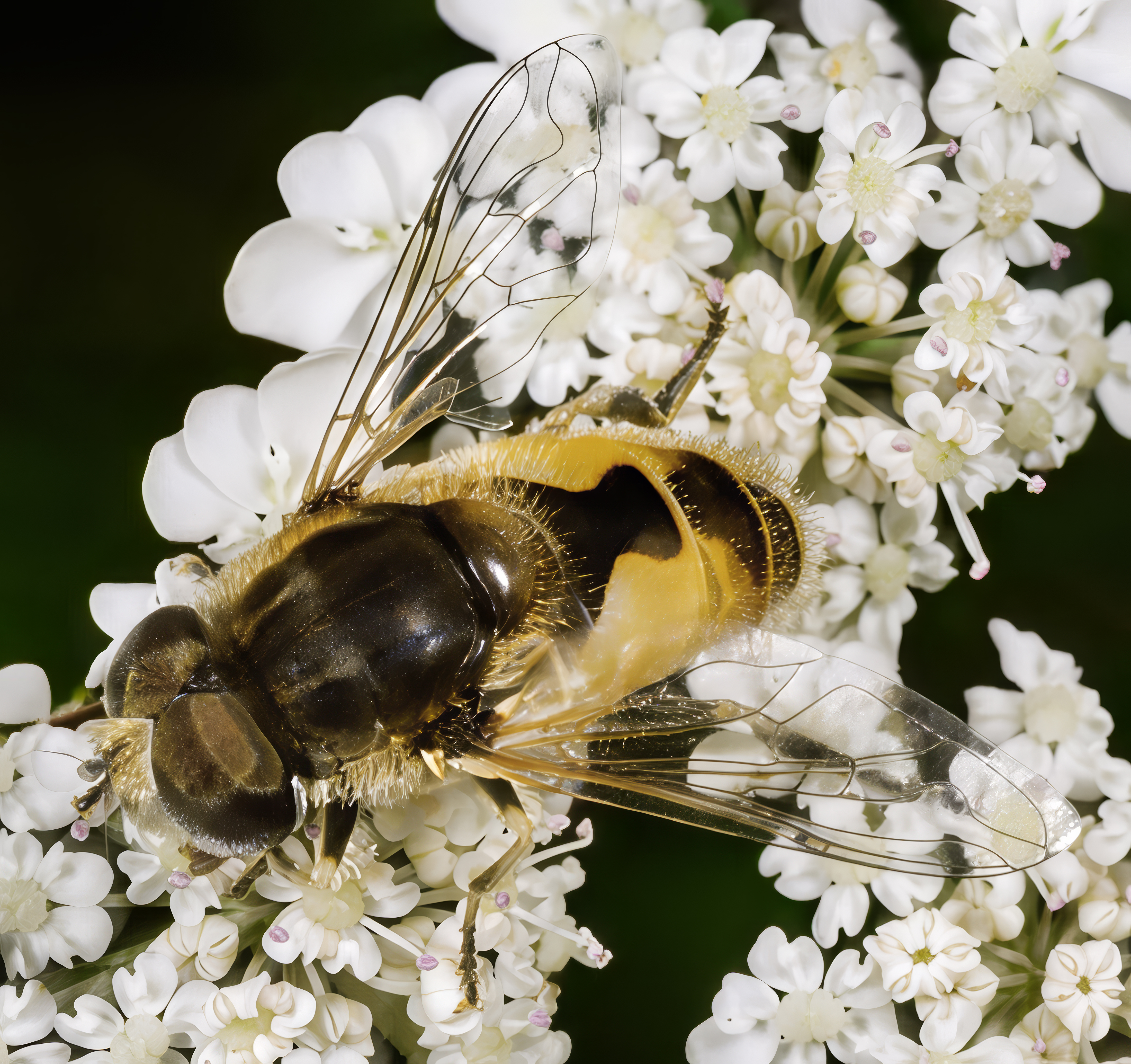
Kleine Keilfleckschwebfliege – Männchen
- Kleine Keilfleckschwebfliege an Gemeiner Schafgarbe
Keilfleckschwebfliege auf Wald-Engelwurz im Erzgebirge